# Piedade de Caratinga
Piedade de Caratinga är en kommun i Brasilien.   Den ligger i delstaten Minas Gerais, i den sydöstra delen av landet, 800 km sydost om huvudstaden Brasília. Antalet invånare är 7 101.
Omgivningarna runt Piedade de Caratinga är huvudsakligen savann. Runt Piedade de Caratinga är det glesbefolkat, med 14 invånare per kvadratkilometer.